# Warcz masajski
Warcz masajski (Bdeogale jacksoni) – gatunek drapieżnego ssaka z podrodziny Herpestinae w obrębie rodziny mangustowatych (Herpestidae), jeden z najsłabiej poznanych i prawdopodobnie najrzadszych ssaków drapieżnych w Afryce, znany z kilku obserwacji i muzealnych okazów.

## Taksonomia
Gatunek po raz pierwszy zgodnie z zasadami nazewnictwa binominalnego opisał w 1894 roku brytyjski zoolog Oldfield Thomas, nadając mu nazwę Galeriscus jacksoni. Holotyp pochodził z Mianzini, w Masailandzie, w Kenii. 
Niektórzy autorzy uważają B. jacksoni za jeden gatunek z B. nigripes, ale inni sądzą, że istnieją wystarczające różnice w budowie skóry i czaszki, aby uznać je za odrębne gatunki. Autorzy Illustrated Checklist of the Mammals of the World uznają ten gatunek za monotypowy. 

### Etymologia
- Bdeogale: gr. βδεέιν bdeēin „śmierdzieć”; γαλεή galeē lub γαλή galē „łasica”[10].
- jacksoni: Sir Frederick John Jackson (1860–1929), angielski odkrywca, administrator kolonialny, wicegubernator Protektoratu Afryki Wschodniej w latach 1907–1911, gubernator Ugandy w latach 1911–1917, przyrodnik, kolekcjoner[11].

## Zasięg występowania
Warcz masajski występuje w południowo-wschodniej Ugandzie, Kenii (Góry Aberdare i góra Kenia) oraz w Tanzanii (góry Udzungwa).

## Morfologia
Długość ciała (bez ogona) 50,8–57,1 cm, długość ogona 28,3–32,4 cm, długość ucha 2,3–3,5 cm, długość tylnej stopy 8,6–10,8 cm; masa ciała 2–3 kg. 